# Harold Robinson
Harold „Hal“ Robinson (* 29. Juli 1952 in Houston) ist ein US-amerikanischer Kontrabassist und Musikpädagoge. 
Robinson studierte an der Northwestern University und am Peabody Conservatory in Baltimore. Er war Erster Bassist des New Mexico Symphony Orchestra (1975–1977), des Houston Symphony Orchestra (1977–1985), des National Symphony Orchestra (1985–1995) und seit 1995 des Philadelphia Orchestra. 1982 war er Gewinner der Isle of Man Solo Competition. Er spielte Konzerte mit dem Houston Symphony Orchestra und dem Houston Pops Orchestra, dem New York Philharmonic Orchestra, dem American Chamber Orchestra und dem Greenville Orchestra und gab Meisterklassen in den USA, Korea, Japan und Europa. Er unterrichtet Kontrabass am Curtis Institute of Music und seit 2015 an der Juilliard School of Music.